# Матаков Василь Миколайович
Матаков Василь Миколайович (31 грудня 1918, Миколаїв — 5 березня 1991, Москва) — радянський військовий льотчик, Герой Радянського Союзу (1942), під час Німецько-радянської війни був заступником командира авіаескадрильї 27-го винищувального авіаційного полку (6-й винищувальний авіаційний корпус ППО).

## Біографія
Народився 31 грудня в Миколаєві, в сім'ї робітників. Росіянин. Закінчив 7 класів середньої школи, а також школу фабрично-заводського учнівства. Після закінчення навчання працював слюсарем на Миколаївському суднобудівному заводі.
В 1937 році вступив в ряди Червоної Армії, через рік закінчив Одеську військову авіаційну школу пілотів. З 1941 року пішов на фронт Радянсько-німецької війни. Будучи пілотом МіГ-3, захищав Москву. Брав участь у бойових діях на Північно — Західному, Західному, а пізніше на Калінінському фронтах.
До лютого 1942 року заступник командира ескадрильї 27-го винищувального авіаційного полку (6-й винищувальний авіаційний корпус, війська ППО країни) молодший лейтенант Василь Миколайович Матаков здійснив 163 бойових вильоти, під час яких підбив 6 ворожих літаків.
Наказом Президії Верховної Ради СРСР від 4 березня 1942 року за зразкове виконання бойових завдань командування на фронті боротьби з німецько-фашистськими загарбниками і проявлені при цьому мужність і героїзм, молодшому лейтенанту Матакову Василю Миколайовичу присвоєно звання Героя Радянського Союзу з врученням ордена Леніна і медалі «Золота Зірка» (№ 668).
Після закінчення війни Василь Миколайович продовжив службу в ВПС СРСР, був командиром авіаційного полку. У 1949 році закінчив Вищі льотно-тактичні курси удосконалення офіцерського складу. З 1958 року полковник Матаков — в запасі.
Проживав у Москві, до пенсії працював у Всесоюзному науково-дослідному інституті стандартизації, інженером. Помер 5 березня 1991 року. Урна з прахом знаходиться на кладовищі 1-го Донського крематорію в Москві.